# We Free Again
Albums de Groundation
Dragon War
(2003) Dub Wars
(2005)
We Free Again ,sorti en 2004, est le cinquième album du groupe de reggae californien Groundation.

## Liste des chansons
| 1.    | Praising               | 6:02 |
| 2.    | Dem Rise               | 7:02 |
| 3.    | Suffer the Right       | 5:21 |
| 4.    | Music Is the Most High | 6:56 |
| 5.    | Wish Them Well         | 5:51 |
| 6.    | We Free Again          | 0:57 |
| 7.    | Smile                  | 6:33 |
| 8.    | Fourth Dimension       | 4:13 |
| 9.    | Feel Jah               | 4:39 |
| 10.   | Cultural Wars I        | 2:05 |
| 11.   | Cultural Wars II       | 3:04 |
| 12.   | Cultural Wars III      | 1:59 |
| 13.   | Cultural Wars IV       | 4:58 |
| 14.   | The Seventh Seal       | 6:10 |
| 71:14 |                        |      |